# Ruben Um Nyobé
Ruben Um Nyobé   (Éséka, 1913 - Libelingoï, 13 de setembre de 1958) va ser un dirigent anti-colonialista camerunès, assassinat per l'exèrcit francès prop del seu poble natal de Boumnyebel, al departament de Nyong-et-Kellé, a la màquia Bassa. El 10 d'abril de 1948 va fundar la Unió dels Pobles del Camerun (UPC), una organització que va practicar la lluita armada per a obtenir la independència del mandat colonial francès. Fins a la dècada del 1990, qualsevol menció a Rubén Um Nyobè estava prohibida.

## Biografia
Quan Ruben Um Nyobè va néixer, Camerun encara estava sota ocupació alemanya, però després de la Primera Guerra Mundial restà dividit entre França i el Regne Unit.
Um Nyobè s'educa en escoles presbiterianes a la part del país ocupada per França, formant part de la minoria dels indígenes amb accés a l'escolarització. Més endavant, va ser promogut a funcionari, primer en el camp de les finances i després a l'administració judicial. Políglota, parlava francès, bassa, bulu i douala.
Es va interessar per la política a una edat primerenca. A finals dels anys 1930, es va involucrar a la Jeunesse camerounaise Française, una organització creada per l'administració francesa per a contrarestar la propaganda nazi, abans de participar, al final de la Segona Guerra Mundial, al Cercle d'Estudis Marxistes, promogut a Yaoundé pel mestre i sindicalista francès Gaston Donnat, que es convertiria en un veritable brou de cultiu per al nacionalisme camerunès. L'associació es proposà lluitar amb el mateix impuls contra «el nazisme, el racisme i el colonialisme». Per a Um Nyobè fou un punt d'inflexió: «És la primera vegada que m'assec a taula d'un home blanc: ho considero un gran esdeveniment al Camerun. No ho oblidaré».
El setembre de 1945, els colons van obrir foc a Douala en una manifestació de vaguistes que es va convertir en un motí. Els enfrontaments es van estendre i es va utilitzar un avió per a disparar als manifestants. Oficialment, segons les autoritats colonials, el nombre de morts fou de 8 (i 20 ferits), però segons l'historiador Richard Joseph, els morts foren dotzenes. La repressió subsegüent contra la Union des syndicats confédérés du Cameroun (USCC) i els seus líders va portar una nova generació d'activistes a assumir el lideratge. Ruben Um Nyobè es va convertir en secretari general del sindicat el 1947.
El segon gran esdeveniment fou la creació de l'Agrupació Democràtica Africana. Um Nyobè va estar present a Bamako (Mali) el setembre de 1946 al primer congrés de l'organització com a representant de la USCC. De tornada al Camerun, va treballar per a crear un partit camerunès seguint aquesta dinàmica, que va menar a la fundació de la Unió de Pobles de Camerun (UPC) per part dels sindicalistes de la USCC la nit del 10 d'abril de 1948 en un cafè de Douala. Si bé no estava present en el moment de la fundació, va ser promogut al capdavant el novembre de 1948.
El partit va crear llavors una branca femenina el 1952, la Unió Democràtica de Dones Cameruneses, per a combatre la discriminació específica de les dones, i després una organització juvenil el 1954, la Jeunesse démocratique du Cameroun. A fi d'elevar el nivell ideològic de la militància es crearen les escoles del partit. A nivell organitzatiu, defensà l'enfortiment dels «comitès de base» per a construir un partit que actués des de baix i preferí parlar de «moviment» abans que de «partit» per aquesta raó.
Tot i els limitats recursos financers, la UPC edità tres diaris, La Voix du Cameroun, L'Étoile i Lumière, gràcies a la mobilització dels seus activistes, i feu campanya al voltant de tres qüestions principals: la independència nacional, la reunificació de l'antic protectorat alemany del Camerun i la justícia social. Um Nyobè recorregué el territori fent conferències. Segons l'historiador Louis Ngongo, «l'experiència sindical de Ruben Um Nyobè li donà un avantatge innegable sobre altres líders polítics. A risc de volar cap a les teories fumejants de la llibertat i la independència, el secretari general de la UPC transmeté les seves idees assumint les preocupacions dels treballadors de les ciutats i dels agricultors: el preu del cacau en comparació amb el preu de la sal i dels petits productes importats d'Europa, l'augment de la desocupació, i la inadequació dels hospitals i de les escoles». L'administració colonial buscà denigrar-lo presentant-lo com un agent del comunisme internacional, després d'haver estat entrenat «més enllà del Teló d'acer, a Moscou, Varsòvia i Praga». Aquestes mentides també foren recollides per alguns titulars de la premsa francesa, fins i tot després de la seva mort.
Um Nyobè s'oposà al tribalisme i a la seva instrumentalització pel colonialisme com a factor de divisió: «Aquesta situació ens obliga a trencar amb el tribalisme antiquat i el regionalisme retrògrad que, ara i en el futur, representen un perill real per al desenvolupament d'aquesta nació camerunesa». Aquest enfocament també el portà a oposar-se als fonamentalismes religiosos, així com a denunciar el racisme antiblanc. S'oposà a la lluita armada i a la violència, i encoratjà els seus partidaris a dur a terme únicament accions pacífiques, com ara boicots, vagues i manifestacions. Fins al 1955, senyal del seu indiscutible domini sobre la UPC, cap colon va ser assassinat. El 1953, les reunions de la UPC acabaven amb l'himne camerunès i La Marsellesa, mentre que Um Nyobé va insistir que no confonia «el poble de França amb els colonialistes francesos».
Um Nyobè es va oposar inicialment a la violència. El 1952, va afirmar que «la lluita armada va ser duta a terme d'una vegada per totes pels camerunesos que van contribuir en gran manera a la derrota del feixisme alemany. Les llibertats fonamentals l'aplicació i la independència de les quals reivindiquem i cap a les quals hem de marxar resoludament ja no són conquestes de la lluita armada. Precisament per evitar aquesta possibilitat, la Carta de les Nacions Unides demana el dret dels pobles a la lliure determinació. Això no obstant, reconeix el dret dels pobles a la lluita armada en altres parts del planeta, quan les circumstàncies ho requereixin. Així, doncs, saludo les "lluites heroiques" dirigides pels vietnamites del Việt Minh i els algerians de l'FLN».
El 13 de juny de 1955, la UPC va ser prohibida pel govern francès. Rubén Um Nyobè va ser assassinat a trets per l'exèrcit francès el 13 de setembre de 1958 al bosc on s'amagava. Després de la seva mort, va ser reemplaçat per Félix-Roland Moumié, qui va ser assassinat pel Service de documentation extérieure et de contre-espionnage (agència d'intel·ligència francesa) a Ginebra el 1960.